# Centrale souterraine du Nant de Drance
La centrale souterraine du Nant de Drance est une centrale hydroélectrique souterraine de pompage-turbinage construite entre 2008 et 2022 en Suisse. Elle est localisée entièrement en souterrain, entre les deux lacs du Vieux Émosson, en partie haute, et d'Émosson, en partie basse.
À l'instar de toutes les centrales de transfert d'énergie par pompage, celle du Nant de Drance a été construite dans un but de stockage de l'énergie. En particulier, elle permet d'apporter au système électrique suisse un surcroît de puissance le matin, au moment du démarrage des trains des CFF.

## Historique

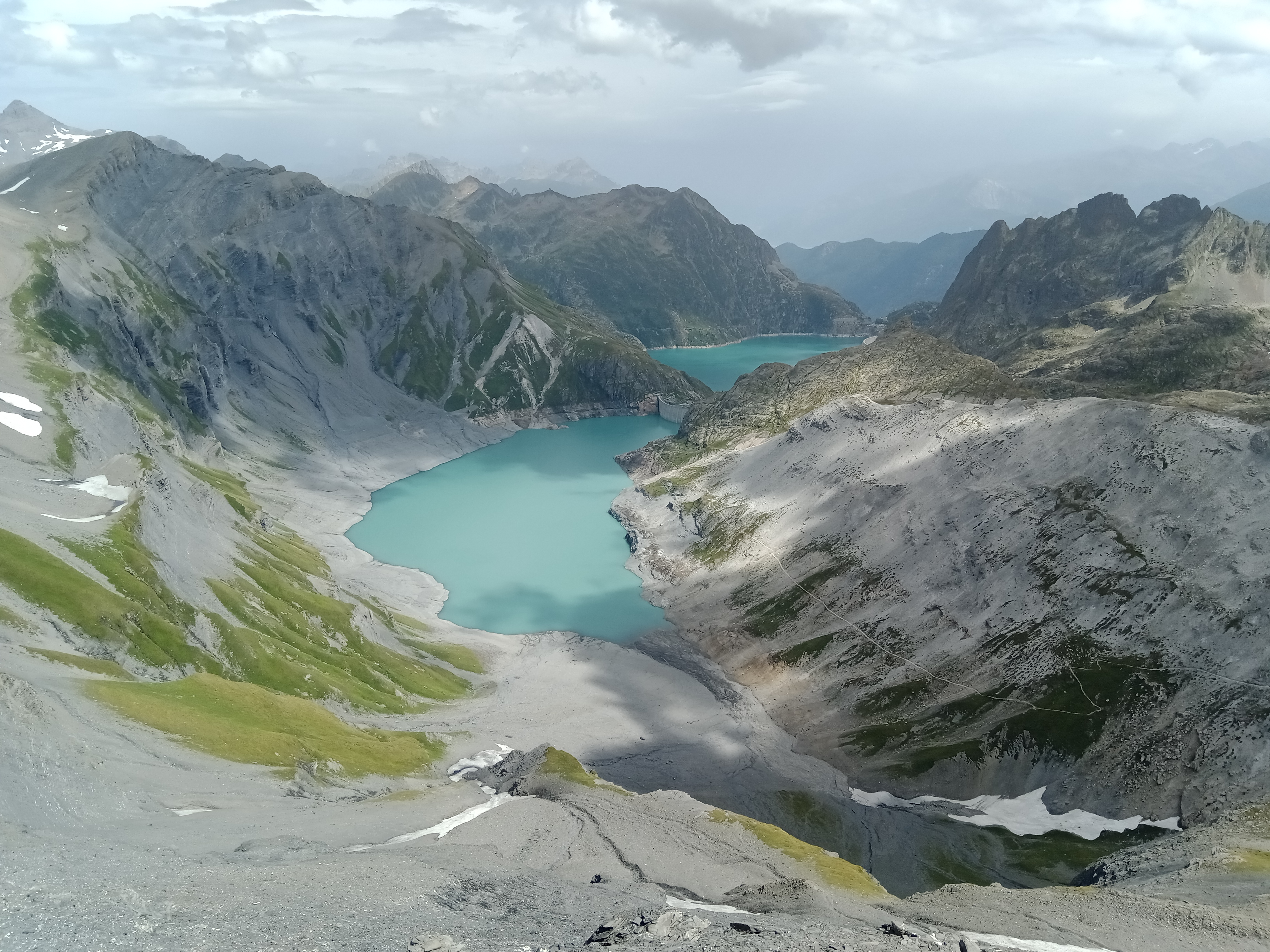
Vue depuis le Cheval Blanc au sud-ouest du lac et du barrage du Vieux Émosson et derrière du lac et du barrage d'Émosson.

### Contexte
Avec la croissance des énergies renouvelables en Suisse, en particulier solaire ou éolienne, qui ne sont pas pilotables, la question du stockage devient plus cruciale, d'autant que le débat sur le nucléaire est relancé en 2021. De surcroît, entourée de tous côtés par des pays membres de l'Union européenne, mais non-membre, la Suisse doit formaliser ses échanges avec celle-ci par le biais d'un accord institutionnel.
Ainsi, divers acteurs publics comme privés souhaitent disposer de solutions de stockage permettant de fournir l'électricité lors des pics de demande et d'absorber les pics de production. Une des craintes des détracteurs du projet est que la rentabilité de celui-ci ne soit pas garantie : en effet, le pompage d'eau de la retenue inférieure vers la retenue supérieure consomme, à volume égal d'eau, plus d'énergie qu'il n'en produit. Le rendement de la centrale est d'environ 0,8 (ou 80%). La rentabilité du projet n'est donc possible que si l'électricité est consommée à des périodes où elle coûte au moins 1,25 fois moins cher que lors des phases de turbinage ; dans les conditions économiques des années 2020, ce projet est donc potentiellement rentable,.
Le projet initial prévoit de mettre en place quatre turbines de 150 MW chacune, permettant ainsi une puissance totale de 600 MW ; rapidement, la surélévation d'environ vingt mètres du barrage du Vieux Émosson est envisagée ; ainsi, ce sont non plus quatre mais six turbines qui peuvent être mises en place, portant la puissance totale du projet à 900 MW.

### Chantier
Le chantier commence en 2008, dure plus de dix ans et mobilise jusqu'à quatre cents ouvriers simultanément. Aucune victime n'est à déplorer sur toute la durée du chantier,.
Un des premiers chantiers consiste à rehausser du barrage du Vieux Émosson, bâti en 1955, d'environ vingt mètres. Ce chantier permet d'accroître la capacité du réservoir supérieur, et donc de permettre non seulement un stockage plus important, mais une durée potentielle de turbinage supérieure,. Ce rehaussement du barrage est effectué sous contrôle de guides de montagne, qui surveillent le manteau neigeux et décident d'éventuels déclenchements d'avalanches.
Le creusement et l'excavation des 17 kilomètres de galeries composant l'ensemble du projet, ainsi que des différentes cavités artificielles abritant les machines et équipements, représentent la plus grosse partie du chantier. Le volume excavé représente 1,7 million de mètres cubes.

### Raccordement électrique
La nouvelle centrale étant beaucoup plus puissante que l'ancienne, une nouvelle liaison électrique à très haute tension est mise en place. Depuis la centrale souterraine proprement dite jusqu'au Châtelard, la liaison 380kV est souterraine et emprunte le tunnel d'accès creusé à partir de 2008 pour permettre aux machines d'excavation d'accéder à la future caverne, de la creuser et d'en évacuer les déblais. Du Châtelard jusqu'au poste électrique situé dans la vallée du Rhône, au lieudit La Bâtiaz à Martigny, une liaison aérienne toujours en 380 kV est construite. Ces deux premiers tronçons sont terminés en novembre 2018.
Enfin, à partir de juin 2020, une liaison souterraine supplémentaire est mise en place grâce à un mini-tunnelier, pour rejoindre la ligne à très haute tension existante de l'autre côté de la vallée. En compensation de ces créations de lignes, Swissgrid fait déposer de 2018 jusqu'en 2025 une partie des lignes à 132 kV qui amenaient l'électricité des centrales d'Émosson vers la vallée,.

### Inauguration
La nouvelle centrale est inaugurée le 9 septembre 2022, en présence notamment de la conseillère fédérale Simonetta Sommaruga.

### Exploitation
La concession de la centrale est octroyée pour 80 ans à Nant de Drance SA. La mise en eau commence en novembre 2019 et doit initialement se terminer à l'été 2021.
La société chargée de la gestion du complexe hydroélectrique est Nant de Drance SA, créée pour l'occasion. Quatre entreprises sont actionnaires de cette nouvelle entité : Alpiq pour 39%, les CFF pour 36%, IWB (de) pour 15% et FMV pour 10%,.
En phase d'exploitation, la centrale nécessite quatorze personnes pour assurer son fonctionnement.

## Principe et fonctionnement

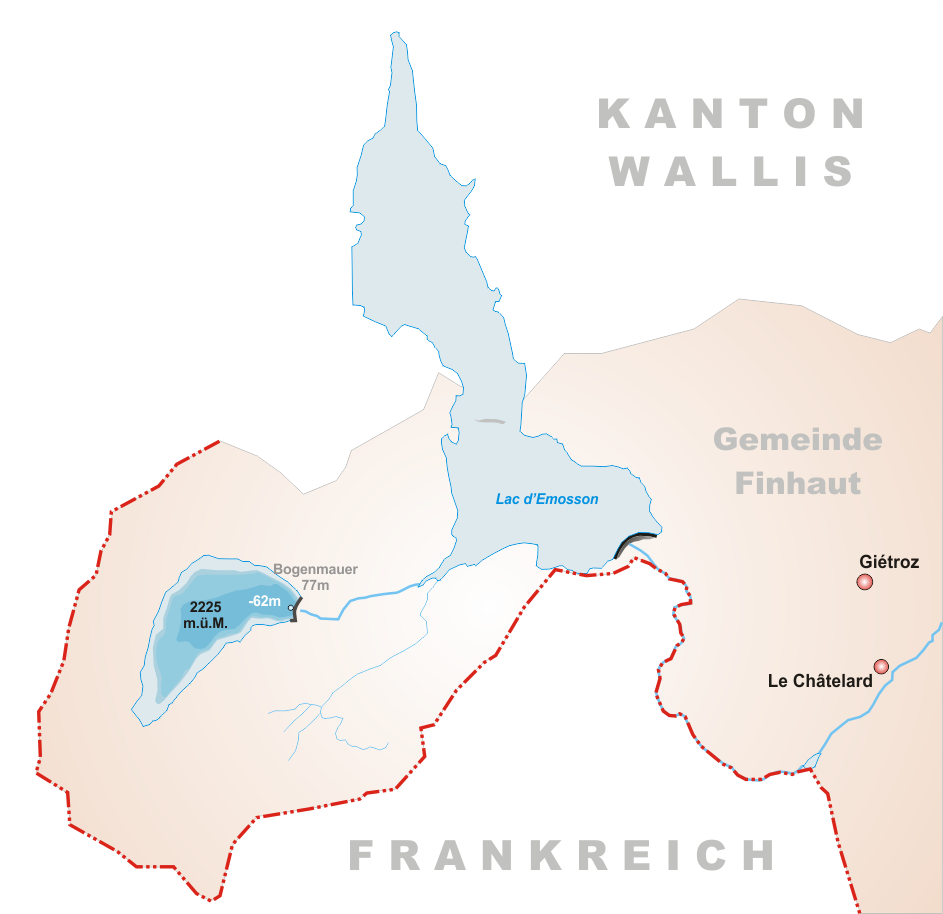
Carte montrant des deux lacs d'Émosson et du Vieux Émosson.

La centrale du Nant de Drance utilise la différence de niveau entre les deux lacs d'Émosson pour, suivant les besoins, produire de l'énergie ou absorber des pics de production. Le lac du Vieux Émosson a en effet une cote maximale de 2 225 mètres au-dessus du niveau de la mer, et le lac d'Émosson une cote maximale de 1 930 mètres. La différence d'altitude est donc de 295 mètres ; toutefois, la salle des machines est située plus bas que le lac inférieur, ce qui offre à la colonne d'eau une hauteur de 425 mètres et donc une pression en bas de colonne de 42 bars.
Une fois le remplissage du système effectué, la centrale peut être placée en mode « turbinage » dès lors que la production électrique suisse ne couvre pas les besoins. Avec une puissance nominale de 900 MW, la centrale peut produire en un seul turbinage de vingt heures 20 GWh, ce qui correspond environ à la capacité de stockage de quatre cent mille batteries de voiture électrique de 50 kWh de capacité,. Cette puissance implique un débit de turbinage de 360 m3 s, équivalent au débit du Rhône à la sortie du Léman.
En période de plus faible demande et d'un éventuel surplus européen dû à la production solaire ou éolienne, la centrale passe en mode « pompage », le passage pouvant être effectué en moins de dix minutes, et fait remonter l'eau de la retenue inférieure vers la retenue supérieure.
La caverne principale, qui abrite la salle des turbines, mesure 195 mètres de longueur, 32 mètres de largeur et 52 mètres de hauteur,. Elle est complètement isolée de la lumière et de la ventilation naturelle ; il a donc fallu assurer la qualité de la ventilation ainsi que de l'éclairage.
La centrale du Nant de Drance est prévue, lors de son entrée en fonction, pour être la deuxième plus puissante de Suisse derrière celle du Linthal, d'une puissance de 1 000 MW.